# Classe Etna (croiseur, 1941)
Pour les autres classes de navires du même nom, voir Classe Etna.
La classe Etna est une classe de deux croiseurs commandés à l'origine en Italie pour la marine thaïlandaise sous le nom de classe Taksin en 1938 et réquisitionnés par la suite pour le service dans la marine italienne lors du déclenchement de la Seconde Guerre mondiale, aucun des deux navires n'a été achevé et les coques endommagées ont été démantelées après la guerre.

## Conception
Le gouvernement thaïlandais a commandé deux croiseurs légers à la CRDA de Trieste en 1938. Les navires devaient déplacer 5 500 tonnes et être armés de six canons de 152 mm en trois tourelles doubles. Les travaux sur les navires se sont poursuivis après l'entrée en guerre de l'Italie à un rythme ralenti jusqu'à ce que le gouvernement italien reprenne le contrat à la fin de 1941.
Les Italiens ont modifié le design pour équiper les canons de 135 mm en tant qu'armement principal et des canons de 65 mm en tant qu'armement anti-aérien. L'équipement aéronautique et les tubes lance-torpilles ont également été supprimés et la superstructure modifiée. Un espace de chargement supplémentaire comprenant quatre cales de 600 mètres cubes de volume total a également été inclus pour permettre aux navires de servir de transports rapides vers l'Afrique du Nord. Des derricks de grue pliables ont été installés pour accéder à l'espace de chargement. Un logement supplémentaire a été aménagé dans l'ancien hangar pour hydravions et sur le pont principal.

## Navires de la classe
| Nom                   | Pose de la quille | Lancement   | Fin de carrière           |
| --------------------- | ----------------- | ----------- | ------------------------- |
| Etna (ex-Taksin)      | 23 septembre 1939 | 28 mai 1942 | Sabordé en septembre 1943 |
| Vesuvio (ex-Naresuan) | 26 août 1939      | 6 août 1941 | Sabordé en septembre 1943 |

Lorsque l'Italie s'est rendue aux Alliés en septembre 1943, les coques des navires étaient terminées à 53 %. Bien que les deux navires aient été sabotés avant leur capture par les Allemands, ceux-ci purent continuer certains travaux de construction avant d'abandonner le projet. Les navires ont été sabordés dans le port de Trieste en 1945. Les coques ont été remises à flot et mises au rebut à la fin des années 1950.